# Municipio de Sugar Creek (condado de Montgomery)
El municipio de Sugar Creek (en inglés: Sugar Creek Township) es un municipio ubicado en el condado de Montgomery en el estado estadounidense de Indiana. En el año 2010 tenía una población de 448 habitantes y una densidad poblacional de 5,11 personas por km².

## Geografía
El municipio de Sugar Creek se encuentra ubicado en las coordenadas 40°10′25″N 86°45′18″O / 40.17361, -86.75500. Según la Oficina del Censo de los Estados Unidos, el municipio tiene una superficie total de 87.62 km², de la cual 87,62 km² corresponden a tierra firme y (0 %) 0 km² es agua.

## Demografía
Según el censo de 2010, había 448 personas residiendo en el municipio de Sugar Creek. La densidad de población era de 5,11 hab./km². De los 448 habitantes, el municipio de Sugar Creek estaba compuesto por el 95,09 % blancos, el 1,12 % eran asiáticos, el 1,56 % eran de otras razas y el 2,23 % eran de una mezcla de razas. Del total de la población el 1,56 % eran hispanos o latinos de cualquier raza.